# Dr Death
Dr Death est une série télévisée dramatique américaine créée par Patrick Macmanus et diffusée depuis l'été 2021 sur la plateforme de streaming Peacock.
L'intrigue s'inspire de l'histoire de Christopher Duntsch, un neurochirurgien texan reconnu coupable pour fautes professionnelles graves ayant entraîné la mort de plusieurs patients. La série s'inspire d'une série de podcasts diffusée sur Wondery Media.
En France, elle est proposée sur la plateforme de SVOD Starzplay depuis le 12 septembre 2021.

## Synopsis
La saison 1 raconte la vie de Christopher Duntsch qui est un neurochirurgien et semblant en apparence tout à fait normal. Il sera condamné pour faute professionnelle et surnommé Dr D. ou Dr Death (« Docteur la Mort »).
La saison 2 dramatise l'histoire du chirurgien et chercheur médical italien Paolo Macchiarini, qui a été condamné après avoir mené des expériences sur ses patients.

## Distribution

### Saison 1

#### Principaux
- Joshua Jackson (VF : Alexandre Gillet) : Dr Christopher Duntsch
- Grace Gummer (VF : Marie Nonnenmacher) : Kim Morgan
- Christian Slater (VF : Xavier Béja) : Randall Kirby
- Alec Baldwin (VF : Bernard Lanneau) : Robert Henderson
- AnnaSophia Robb : Michelle Shughart

#### Secondaires
- Fred Lehne : Don Duntsch
- Hubert Point-Du Jour : l'infirmier circulant Josh Baker
- Maryann Plunkett (VF : Caroline Jacquin) : Madeline Beyer
- Grainger Hines (VF : Gérard Sergue) : Earl Burke
- Kelsey Grammer : Dr Geoffrey Skadden
- Dominic Burgess (VF : Jérôme Wiggins) : Jerry Summers
- Molly Griggs (VF : Marie Bouvet) : Wendy Young
- Laila Robins (VF : Gaëlle Savary) : Amy Piel
- Dashiell Eaves (en) : Stan Novak
- Jennifer Kim : Stephanie Wu
- Kelly Kirklyn : Dorothy Burke
- Marceline Hugot (en) (VF : Anne Plumet) : Rose Keller

### Saison 2

#### Principaux
- Édgar Ramírez : Paolo Macchiarini
- Mandy Moore : Benita Alexander
- Ashley Madekwe : Dr Ana Lasbrey
- Gustaf Hammarsten : Dr Anders Svensson
- Luke Kirby (VF : Anthony Audoux) : Dr Nathan Gamelli

#### Secondaires
- Judy Reyes (VF : Chantal Baroin) : Kim Verdi
- Annika Boras (en) : Marja
- Rita Volk : Yulia Tuulik
- Greg Hildreth : Luke
- Celestina Harris : Lizzi
- Jack Davenport : Nils Headley
- Femi Olagoke : Andemariam Beyene

### Invités
- Carrie Preston (VF : Marion Valantine) : Robbie McClung (saison 1)

 Source et légende : version française (VF) sur RS Doublage

## Production

### Développement
En octobre 2018, NBCUniversal annonce que Patrick Macmanus va adapter en mini-série la série de podcasts Dr. Death. La production sera notamment assurée par Todd Black, Jason Blumenthal et Steve Tisch via Escape Artists. En septembre 2019, NBCUniversal annonce que la série sera diffusée sur sa plateforme de streaming, Peacock. En janvier 2020, Stephen Frears est annoncé comme réalisateur des deux premiers épisodes. En septembre 2020, il est finalement remplacé par Maggie Kiley.

### Choix des interprètes
Le 9 août 2019, Jamie Dornan est initialement choisi pour incarner Christopher Duntsch. Cependant, le 12 octobre 2020, il est remplacé par Joshua Jackson, pour des raisons d'emploi du temps.

### Tournage
Le tournage a lieu au Nouveau-Mexique, notamment à Albuquerque et Moriarty.

### Fiche technique
Sauf indication contraire, les informations mentionnées dans cette section peuvent être confirmées par la base de données cinématographiques IMDb,  présente dans la section « Liens externes ».
- Réalisation : Maggie Kiley (2 épisodes), Jennifer Morrison (2 épisodes) et So Yong Kim (4 épisodes)
- Scénario : Ashley Michel Hoban, Patrick Macmanus et Ahmadu Garba
- Photographie : Kat Westergaard et Zack Galler
- Montage : Ryan Denmark
- Costumes : Matthew Hemesath
- Production : Ashley Michel Hoban

Producteurs délégués : Todd Black, Jason Blumenthal, Taylor Latham, Marshall Lewy, Hernan Lopez, Patrick Macmanus, Steve Tisch et Maggie Kiley
Coproducteurs : Ryan Denmark et Ahmadu Garba
- Sociétés de production : Wondery, Escape Artists, Littleton Road Productions et Universal Cable Productions
- Distribution : Peacock

## Diffusion
Le 17 mai 2021, la première bande-annonce révèle une diffusion prévue pour l'été 2021.

## Épisodes

### Saison 1 (2021)
1. Premiers soupçons (Diplos)
2. Les racines du mal (Ain't No Bum)
3. Un bilan satisfaisant (Dock Ellis)
4. Par tous les moyens (An Occurrence at Randall Kirby's Sink)
5. Avant la chute (The $?!& in the Bed)
6. Le rasoir d'Ockham (Occam's Razor)
7. Un colosse aux pieds d'argile (Feet of Clay)
8. Plus jamais (Hardwood Floors)

### Saison 2 (2023)
1. Comme par magie (Like Magic)
2. Un risque qui en vaut la peine (Worth the Risk)
3. L'horizon (The Horizon)
4. Tarantela Telaraña (Tarantela Telaraña)
5. 191 (191)
6. Le brouillard (The Fog)
7. Par compassion (Compassionate Uses)
8. Chirurgiens, célibataires et bouchers (Surgeons, Bachelors and Butchers)